# Iemiltchyne
Iemiltchyne (en ukrainien : Ємільчине) ou Emiltchino (en  russe : Емильчино) est une commune urbaine de l'oblast de Jytomyr, en Ukraine, et le centre administratif du raïon de Yemiltchyne. Sa population s'élevait à 6 100 habitants.

## Géographie
Iemiltchyne est située sur la rivière Oubort, à 93 km au nord-ouest de Jytomyr.

## Histoire
La première mention de Mejyritchka, comme se nommait la localité jusqu'à la fin du XIXe siècle se trouve dans des livres de la ville de Jytomyr datant de 1585. Après la réunion de l'Ukraine de la rive droite à la Russie, Iemiltchyne fut rattachée au district de Novohrad-Volynskyï, dans le gouvernement de Volhynie, en 1796. Par la suite, Yemiltchyne devint la possession d'Ouvarov, qui y passait l'été et vivait à Saint-Pétersbourg le reste de l'année. Au recensement de 1897, Iemiltchyne comptait une population de 1 049 Juifs (42,3 % de la population). Pendant la guerre civile russe, la population juive fut victime de pogroms, de pillage et de maladie ; en avril 1919, l'armée de Petlioura y commit un massacre. Le nombre de Juifs tomba à 1 383 en 1926 (38,3 % de la population) et à 1 115 en 1939 (21 %). Au début du mois de juillet 1941, Iemiltchyne fut occupée par l'armée allemande. Les Juifs de la localité furent tués par l'occupant en août en septembre 1941. En novembre et décembre 1943, les partisans, dans les rangs desquels combattaient de nombreux Juifs, libérèrent Iemiltchyne pendant 22 jours. En août 1944, par un décret du Présidium du Conseil suprême de la RSS d'Ukraine, le village de Iemiltchyne devint un centre administratif de raïon. En 1957, Iemiltchyne accéda au statut de commune urbaine.

## Symboles
Les nouvelles armoiries et le gonfanon de Iemiltchyne furent adoptés en 2003 et 2004. L'azur et le vert font référence aux bois et à l'eau, l'argent pâle à la rivière Oubort. Les nids d'abeilles et les abeilles symbolisent le travail inlassable, les fleurs de lin et les feuilles de chêne le lin et l'industrie du bois. Le soleil sur le drapeau est le symbole de l'espoir en une vie meilleure.

## Population
Recensements (*) ou estimations de la population :
| 1897* | 1923* | 1926* | 1959* | 1970* | 1979* |
| ----- | ----- | ----- | ----- | ----- | ----- |
| 2 500 | 1 552 | 3 621 | 6 078 | 7 316 | 7 606 |

| 1989* | 2001* | 2010  | 2011  | 2012  | 2013  |
| ----- | ----- | ----- | ----- | ----- | ----- |
| 8 339 | 7 392 | 6 823 | 6 842 | 6 815 | 6 774 |

| 2021  | - | - | - | - | - |
| ----- | - | - | - | - | - |
| 6 304 | - | - | - | - | - |

## Transports
Iemiltchyne se trouve à 136 km de Jytomyr par la route et à 128 km par le chemin de fer.